# Enargia
Enargia là một chi bướm đêm thuộc họ Noctuidae.

## Loài
- Enargia abluta Hübner, 1808
- Enargia fausta Schmidt, 2010
- Enargia flavata Wileman & West
- Enargia contecta Graeser, 1892
- Enargia fuliginosa Draudt, 1950
- Enargia infumata (Grote, 1874)
- Enargia kansuensis Draudt, 1935
- Enargia paleacea Esper, 1788
- Enargia pinkeri de Freina & Hacker, 1985
- Enargia staudingeri Alphéraky, 1882
- Enargia jordani Rothschild, 1920
- Enargia decolor Walker, 1858